# Multilateración

## Principio
La multilateración se utiliza comúnmente en aplicaciones civiles y militares para localizar con precisión una aeronave, un vehículo o un emisor estacionario midiendo la "diferencia de tiempo de llegada", en inglés "time difference of arrival" (TDOA), de una señal del emisor en tres o más sitios receptores sincronizados (aplicación de vigilancia) Señales de tres o más emisores sincronizados en una ubicación del receptor (aplicación de navegación).
Aplicación en la vigilancia: localización de un transmisor desde múltiples receptores

Fig. 1. Un hiperboloide de dos capas

En términos simples, con dos receptores en posiciones conocidas, un emisor puede estar situado sobre un hiperboloide. Note que los receptores no necesitan saber el tiempo absoluto al que el pulso o señal fue transmitida - sólo se necesita la diferencia de tiempo.
Considerando un tercer receptor en una tercera posición. Esto proporcionaría una medición TDOA extra-independiente (existe un tercer TDOA, pero este depende de los dos primeros TDOA y no proporciona información adicional) y el emisor se localiza en la curva determinada por los dos hiperboloides que se intersecan. Un cuarto receptor es necesario para obtener otro TDOA independiente, lo que dará un hiperboloide extra, la intersección de la curva con este hiperboloide da una o dos soluciones, el emisor se localiza entonces en una de las dos soluciones.
Con cuatro receptores hay 3 TDOA independientes, tres parámetros independientes son necesarios para un punto en el espacio tridimensional. Con receptores adicionales puede obtenerse una mayor precisión. (Específicamente para el GPS, la atmósfera influye en el tiempo de viaje de la señal y más satélites da una localización más exacta). La precisión también mejora si los receptores se colocan en una configuración que minimice el error de la estimación de la posición.
La plataforma emisora puede o no cooperar en los procesos de vigilancia multilaterales.
Aplicación en la navegación: localización de un receptor desde múltiples emisores
La multilateración también puede ser utilizada por un solo receptor para localizarse, midiendo señales emitidas desde tres o más transmisores sincronizados en posiciones conocidas. Se necesitan al menos tres emisores para la navegación bidimensional; Se necesitan al menos cuatro emisores para la navegación tridimensional. Para fines expositivos, los emisores pueden considerarse como cada pulso o señal de radiodifusión exactamente al mismo tiempo en una frecuencia separada (para evitar interferencias). En esta situación, el receptor mide los TDOA de los impulsos, que se convierten a diferencias de intervalos.
Sin embargo, los sistemas operacionales son más complejos. Estos métodos han sido implementados: (a) los pulsos o señales son emitidos por diferentes emisores en la misma frecuencia, con retardos conocidos entre tiempos de transmisión; (b) se transmiten señales continuas en diferentes frecuencias y sus diferencias de fase medidas se convierten en diferencias de intervalos; Y (c) se transmiten señales continuas en la misma frecuencia portadora, pero cada emisor modula el portador con un código único y conocido. El procesamiento de correlación se utiliza para obtener TDOAs.
La técnica de multilateración es utilizada por varios sistemas de navegación. Un ejemplo histórico es el sistema británico DECCA, desarrollado durante la Segunda Guerra Mundial. Decca utilizó la diferencia de fase de tres transmisores (método (b)). LORAN-C, introducido a finales de los años cincuenta, utiliza el método (a). Un ejemplo actual es el Sistema de Posicionamiento Global, o GPS. Todos los satélites GPS difundidos en la misma frecuencia portadora, que es modulada por códigos pseudoaleatorios (método (c)).

## Geometría de TDOA
Coordenadas rectangulares / cartesianas

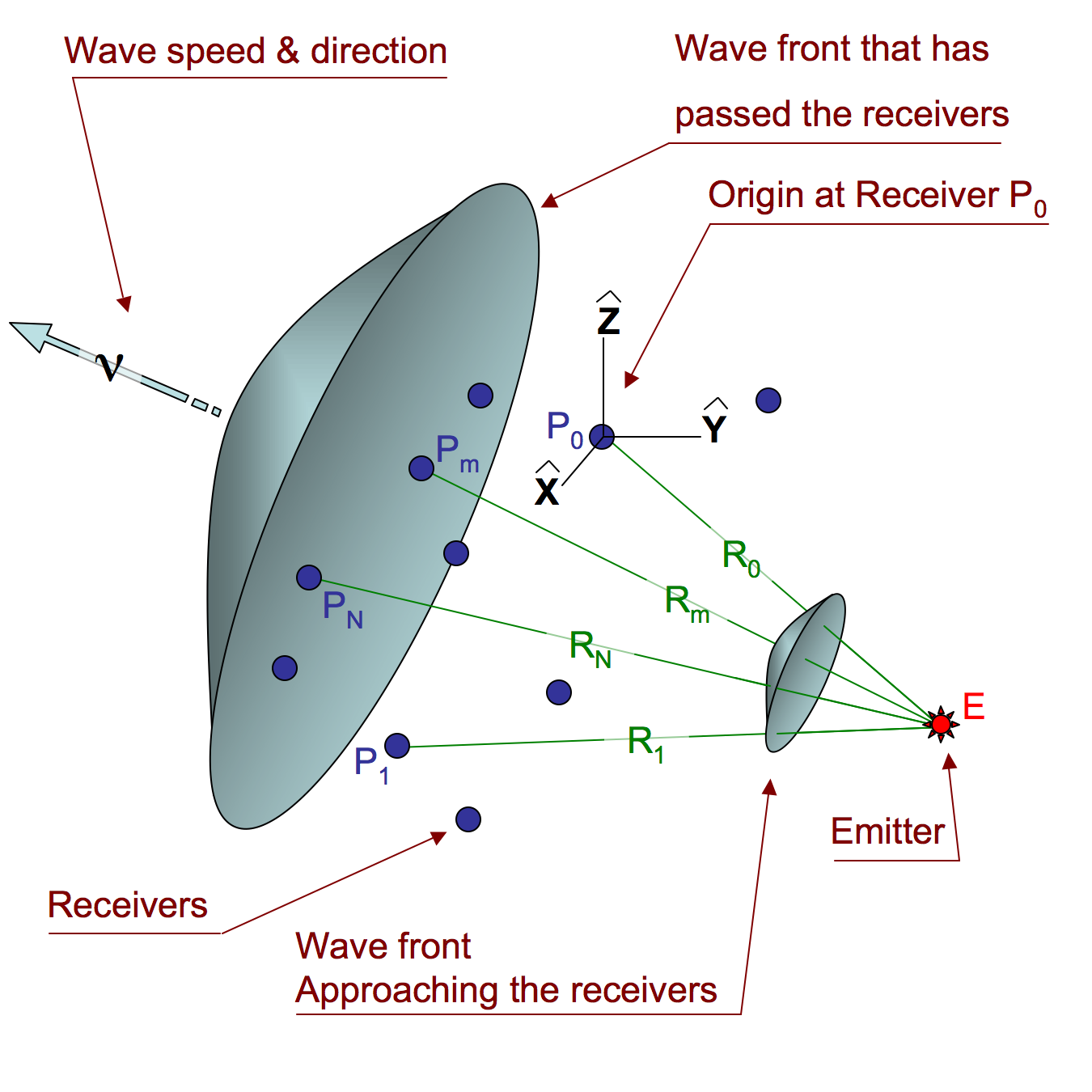
Fig. 2. Geometría del TDOA.

Consideremos un emisor (E en la Figura 2) en un vector de localización desconocido
{\displaystyle {\vec {E}}=(x,y,z)}
Que deseamos localizar. La fuente está dentro del rango de receptores N + 1 en posiciones conocidas
{\displaystyle {\vec {P}}_{0},{\vec {P}}_{1},...,{\vec {P}}_{m},...,{\vec {P}}_{N}.}
El subíndice m se refiere a cualquiera de los receptores:
{\displaystyle {\vec {P}}_{m}=(x_{m},y_{m},z_{m})\qquad 0\leq m\leq N}
La distancia {\displaystyle (R_{m})} desde el emisor a uno de los receptores en términos de coordenadas es
{\displaystyle R_{m}=|{\vec {P}}_{m}-{\vec {E}}|={\sqrt {(x_{m}-x)^{2}+(y_{m}-y)^{2}+(z_{m}-z)^{2}}}} (1)
Para algunos algoritmos de solución, la matemática se facilita colocando el origen en uno de los receptores {\displaystyle (P0)}, lo que hace que su distancia al emisor sea
{\displaystyle R_{0}={\sqrt {x^{2}+y^{2}+z^{2}}}} (2)

## Medición de la diferencia de tiempo en un sistema TDOA

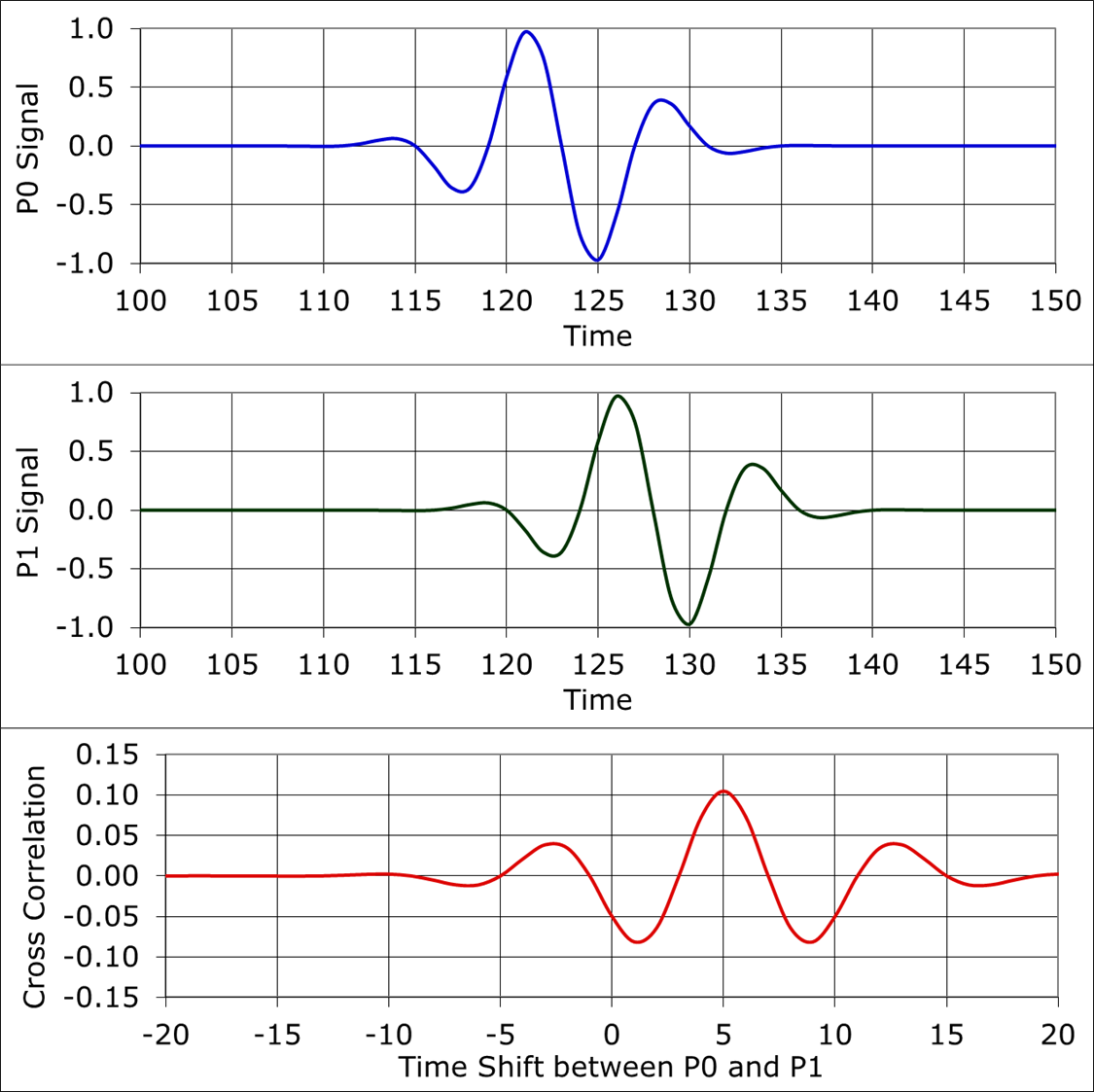
Fig. 3a. Señal de pulso

La distancia {\displaystyle R_{m}} en la ecuación 1 es la velocidad de onda {\displaystyle (v)} veces el tiempo de tránsito {\displaystyle T_{m}}. Un sistema de multilateración TDOA mide la diferencia de tiempo {\displaystyle (\tau _{m})} de un frente de onda que toca cada receptor. La ecuación TDOA para receptores m y 0 es
{\displaystyle v\tau _{m}=vT_{m}-vT_{0}}
{\displaystyle v\tau _{m}=R_{m}-R_{0}} (3)

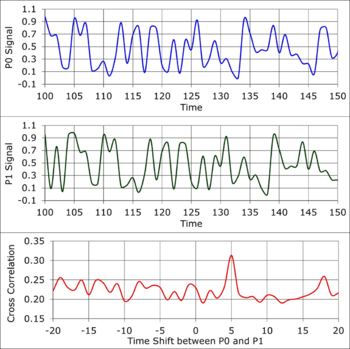
Fig. 3b. Señal de banda ancha

La Figura 3a es una simulación de una forma de onda de pulso registrada por los receptores {\displaystyle P_{0}} y {\displaystyle P_{1}}. El espaciamiento entre {\displaystyle E},{\displaystyle P_{1}}y {\displaystyle P_{0}}es tal que el pulso toma 5 unidades de tiempo más para alcanzar a {\displaystyle P_{1}}que a {\displaystyle P_{0}}. Las unidades de tiempo en la Figura 3 son arbitrarias.
La curva roja de la figura 3a es la función de correlación cruzada {\displaystyle (P_{1}*P_{0})}. La función de correlación cruzada desliza una curva en el tiempo sobre la otra y devuelve un valor de pico cuando las formas de la curva coinciden. El pico en el tiempo = 5 es una medida del desplazamiento de tiempo entre las formas de onda registradas, que es también el valor {\displaystyle \tau } necesario para la Ecuación 3. 
La Figura 3b es el mismo tipo de simulación para una forma de onda de banda ancha del emisor. El cambio de tiempo es de 5 unidades de tiempo porque la geometría y la velocidad de onda son las mismas que en el ejemplo de la Figura 3a. De nuevo, el pico en la correlación cruzada ocurre en {\displaystyle \tau _{1}=5}.
La Figura 3c es un ejemplo de una forma continua de onda de banda estrecha del emisor. La función de correlación cruzada muestra un factor importante al elegir la geometría del receptor. Hay un pico en Tiempo = 5 más cada incremento del período de forma de onda. Para obtener una solución para la diferencia de tiempo medida, el espacio más grande entre dos receptores debe estar más cerca que una longitud de onda de la señal del emisor. Algunos sistemas, como el LORAN C y el Decca mencionados anteriormente (recuerden los mismos trabajos matemáticos para mover el receptor y múltiples transmisores conocidos), utilizan un espaciamiento mayor de 1 longitud de onda e incluyen equipo, como un detector de fase, para contar el número de ciclos que pasan a medida que el emisor se mueve. Esto sólo funciona para las formas de onda continuas de banda estrecha debido a la relación entre fase {\displaystyle (\theta )}, frecuencia (f) y tiempo (T)
{\displaystyle \theta =2\pi f*T}
El detector de fase verá variaciones en la frecuencia como el ruido de fase medido, que será una incertidumbre que se propaga en la localización calculada. Si el ruido de fase es suficientemente grande, el detector de fase puede volverse inestable.

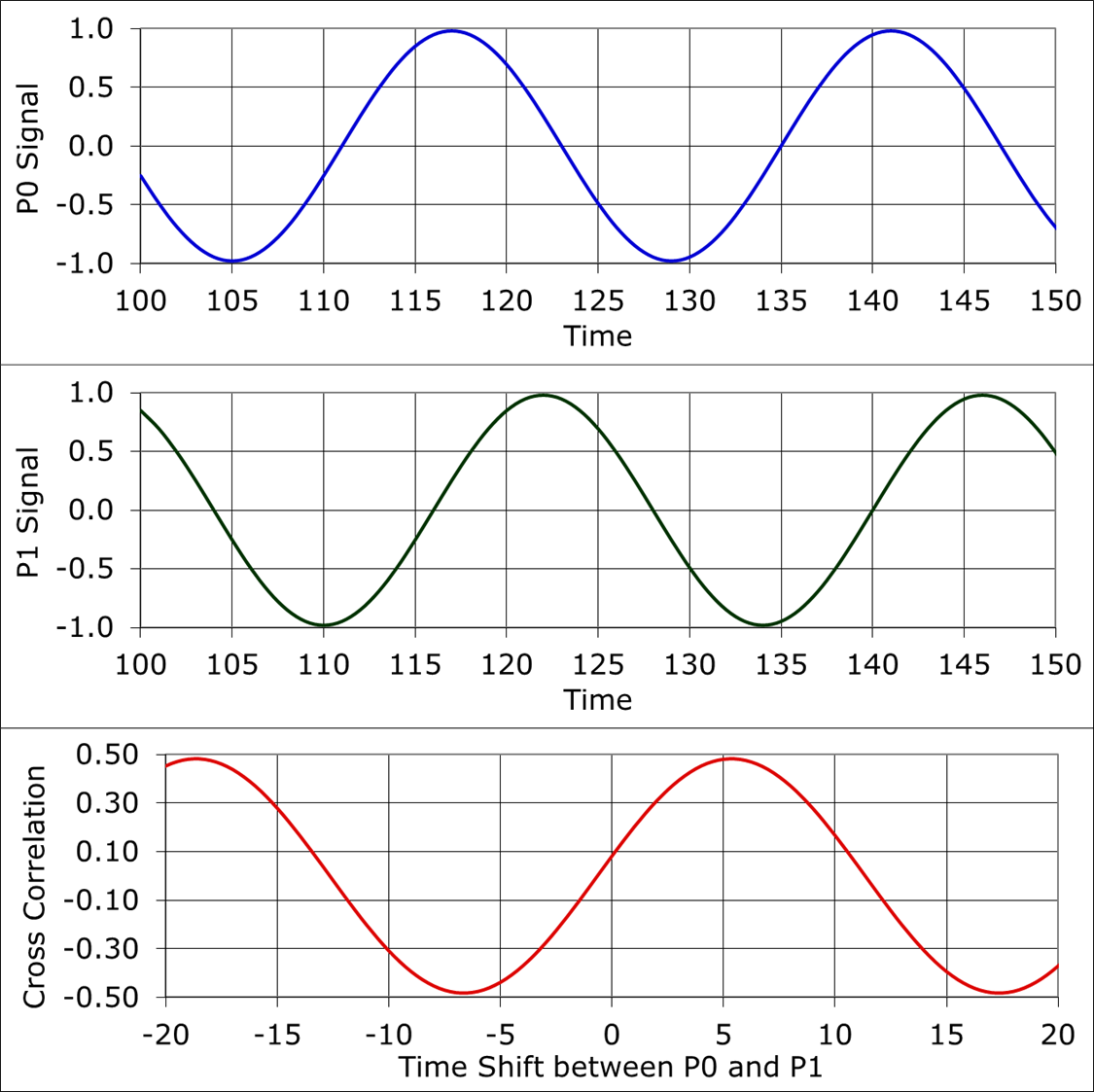
Fig. 3c. Señal de banda estrecha
Ejemplos de medición de la diferencia de tiempo con la correlación cruzada.

## Ejemplos y Aplicaciones
- Ritmo de sonido - Uso de sonido para localizar el fuego de artillería.

- Objetivos electrónicos - Utilizar la onda Mach de una bala que pasa una matriz de sensores para determinar el punto de llegada de la bala en un objetivo de rango de disparo.

- Decca Navigator System - Sistema utilizado desde finales de la Segunda Guerra Mundial hasta el año 2000, empleando la diferencia de fase de múltiples transmisores para localizar en la intersección de los hiperboloides

- Sistema de Navegación OMEGA - Un sistema mundial similar al Decca, cerrado en 1997

- GEE - técnica de localización de aviones británicos de la Segunda Guerra Mundial, usando transmisores de referencia precisos

- LORAN-C - Sistema de navegación que utiliza TDOA de señales de múltiples transmisores sincronizados

- Sistemas de multilateración pasiva ESM, incluyendo Kopáč, Ramona, Tamara, VERA y posiblemente Kolchuga - ubicación de un transmisor utilizando múltiples receptores

- Seguimiento de teléfonos móviles: utilizando múltiples estaciones base para estimar la ubicación del teléfono (ya sea por el teléfono en sí o por la red telefónica)

- Reducción de la supervisión de los mínimos de separación vertical (RVSM) utilizando el radar de vigilancia secundario - Respuestas del transpondedor del modo C / S para calcular la posición de un avión. La aplicación a RVSM fue demostrada por primera vez por Roke Manor Research Limited en 1989. [13]

- Multilateración de área amplia (WAM) - Sistema de vigilancia para aeronaves aerotransportadas que mide el TDOA de las emisiones del transpondedor de la aeronave (a 1090 MHz); En servicio operativo en varios países

- Equipo de detección de superficie del aeropuerto, modelo X (ASDE-X) - Sistema de vigilancia para aeronaves y otros vehículos en la superficie de un aeropuerto; Incluye un subsistema de multilateración que mide el TDOA de las emisiones del transpondedor de la aeronave (en 1090 MHz); ASDE-X es la terminología estadounidense de la FAA, sistemas equivalentes están en servicio operacional en varios países.